# نادي بيتربورو الرياضي
نادي بيتربورو الرياضي لكرة القدم (بالإنجليزية: Peterborough Sports Football Club)‏، هي نادي رياضي لكرة القدم في إنجلترا، تأسس النادي سنة 1908، تلعب نادي بيتربورو بطولة الدوري الشمال الوطني.